# HD 103197 b
HD 103197 b 또는 HIP 57931 b는 K형 주계열성 HD 103197을 돌고 있는 외계 행성이다. 이 행성은 지구로부터 센타우루스자리 방향으로 약 161 광년 떨어진 곳에 있다. HD 103197 b의 최소 질량은 목성의 약 10 퍼센트 수준이며 어머니 항성을 약 0.235 천문단위 떨어져 대략 48일에 1회 돈다. 다른 외계 행성들과는 달리 HD 103197 b의 이심률과 궤도 경사각은 모두 확실하게 밝혀지지 않았다. 2009년 10월 19일 Mordasini 연구진이 시선속도법을 응용, HARPS를 이용하여 이 행성을 발견했다. 같은 날 외계 행성 30개가 한번에 발견되었는데, HD 103197 b는 그중 하나이다.

## 참고 문헌
- (영어) Catalog of Exoplanets: HD 103197 b[깨진 링크(과거 내용 찾기)]
- (영어) PLANET: HD 103197 b